# 조인원 (1954년)
조인원(趙仁源, 1954년 10월 31일~)은 대한민국의 정치학자 겸 대학 교수 및 교육인이자, 대학 총장 겸 학교법인단체인이며, 현재는 〈학교법인 경희학원 이사장〉으로 재직하고 있다. 본은 배천이고, 서울 출생이다.

## 생애
서울에서 경희대학교 설립자인 조영식의 차남(次男)으로 태어났다. 1977년 경희대학교 정치외교학과를 졸업, 이후 1988년에 미국 펜실베이니아 대학교에서 정치학 박사학위를 받았다. 1989년부터 경희대학교 교수로 재직하였고, 2001년부터 2004년까지는 동교(경희대학교)의 NGO대학원장을, 2005년에는 동교(경희대학교)의 네오르네상스문명원장을 지냈다. 2006년에 제13대 경희대학교 총장으로 취임하여 2018년까지 12년 간 총장을 지냈다. 또한 경희대학교 총장으로 재직하면서 경희사이버대학교 총장도 겸했다. 2002년에는 한국정치학회 연구이사를 맡았다.
1999년에는 유엔 밀레니엄 NGO 포럼 운영위원을 맡았고, 서울NGO대회 한국대표로도 활동했다. 지구촌나눔운동과 시민방송의 창립에도 참여했으며, 희망제작소 이사(2006년 ~ 2011년)도 역임한 바있다.

## 학력
- 1988년: 펜실베이니아 대학교 대학원 정치학 박사

## 주요 경력
- 1989년: 경희대학교 정치외교학과 교수
- 1989년~2004년 8월: 경희대학교 NGO대학원 교수
- 1989년~2004년: 경희대학교 평화복지대학원 교수
- 1997년: 대통령직인수위원회 국정지표심의위원
- 1998년 3월~1999년 10월: 서울NGO세계대회 삼자공동추진위원회 한국대표
- 1998년~1999년: 펜실베이니아 대학교 정치학과 객원교수
- 2001년 1월~2004년: 경희대학교 NGO대학원 원장
- 2001년~2004년 8월: 경희대학교 NGO국제연구소 소장
- 2001년 3월: 경희대학교 글로벌NGO컴플렉스 건립기획위원회 위원장
- 2002년: 한국정치학회 연구이사
- 2003년 3월~2005년 12월: 국무총리자문 시민사회발전위원회 위원
- 2004년 9월: 경희대학교 미래문명원 명예원장
- 2004년 9월: 학교법인 경희학원 상임이사
- 2006년 3월~2011년: 희망제작소 이사
- 2006년 11월~2018년 11월: 제13·14·15대 경희대학교 총장[1][2][3]
- 2009년: 미래재단 자문위원회 위원
- 2009년 8월: 제4대 경희사이버대학교 총장
- 2018년 11월~현재: 제18대 학교법인 경희학원 이사장

## 주요 저서
- 조인원 (1996년). 《국가와 선택》. 경희대학교출판부. ISBN 9788982220012.
- 조인원 (1998년). 《국가와 선택》. 나남신서 580. 나남. ISBN 9788930035804.
- 조인원 (2006년). 《포월의 초대 - 탈권위, 탈현대의 새로운 정치담론을 찾아서》. 아카넷. ISBN 9788957330890.
- 조인원; 이동수; 장인성; 최재천; 정윤재; 염재호; 이화용; 김상준 (2006년). 《탈20세기 대화록 - 이념 이후의 시대를 말한다》. 아카넷. ISBN 9788957330883.
- 조인원 (2008년). 《정치의 미래 - 그 이상향을 탐색하다》. 경희대학교출판국. ISBN 9788982223471.
- 조인원 (2010년). 《미래대학 라운드테이블》. WORLD CIVIC FORUM 2009. 경희대학교출판문화원. ISBN 8982223785 |isbn= 값 확인 필요: checksum (도움말).
- 조인원 (2012년). 《정치와 정치 그리고 정치》. Open Dialogue 특별강연. 경희대학교출판문화원. ISBN 9788982224096.
- 조인원 (2016년). 《내 안의 미래》. 한길사. ISBN 9788935663002.
- 이리나 보코바; 조인원 (2018년). 《지구의 운명 평화로 가는 길》. 대담, 미래를 위한 선택. 경희대학교출판문화원. ISBN 9788982225765.